# Rifargia brunnea
Rifargia brunnea är en fjärilsart som beskrevs av Heinrich Benno Möschler 1877. Rifargia brunnea ingår i släktet Rifargia och familjen tandspinnare. Inga underarter finns listade.